# Jurij Abramovics Basmet
Jurij Abramovics Basmet (Yuri Bashmet, oroszul: Юрий Абрамович Башмет; Rosztov-na-Donu, 1953. január 24. –) orosz brácsa- és hegedűművész, karmester, zenepedagógus. Korunk egyik legjelentősebb brácsaművésze.

## Élete, munkássága
Basmet a Szovjetunióban született, 1953-ban, zsidó családban. Szülei Abram Boriszovics Basmet vasútmérnök és Maja Zinovjevna Kricsever filológus voltak. Apját 1958-ban áthelyezték az ukrajnai Lvovba, ahová a családja is követte. Basmet gyermekkorában hegedülni és zongorázni tanult. Tizennégy évesen vette fel a brácsát, miközben egy rockegyüttesben gitározott is. A Lvovi Speciális Zenei Középiskolában 1971-ben végzett, ezután az anyja Moszkvába vitte meghallgatásra, aminek nyomán felvették a Moszkvai Konzervatóriumba, ahol 1971 és 1976 között tanult. Előbb Vagyim Boriszovszkij volt a brácsatanára, majd annak halála után, 1972-től Fjodor Druzsinyin vette át az oktatását. Itt ismerkedett meg későbbi feleségével, aki osztálytársa volt (a házasságot Msztyiszlav Rosztropovics melegen támogatta). 
Basmet a végzés után még két év asszisztensi képzésen vett részt, és ennek végén, 1978-ban azonnal a konzervatórium tanára lett mint az intézmény minden idők legfiatalabb tanára. 1975-ben – még hallgatóként – második lett a Budapesti Nemzetközi Brácsaversenyen, majd a következő évben a müncheni ARD Nemzetközi Zenei Verseny első helyezettje lett. A sikereket követően széles körben ismert művésszé vált, de az akkori Szovjetunióban nem volt egyszerű a külföldi fellépések intézése. A következő évben azonban koncertezhetett Németországban, majd lassan Európa más országai, az Egyesült Államok, Kanada, Latin-Amerika, Ausztrália, Új-Zéland és Japán következett. Beemelte a brácsát a hangversenyek elfogadott szólóhangszerei közé, ő volt az első mélyhegedűs, aki szóló hangversenyt adott a Carnegie Hallban, a Concertgebouw-ban, a Barbicanben, a Milánói Scalában és a Leningrádi Filharmónia nagytermében.

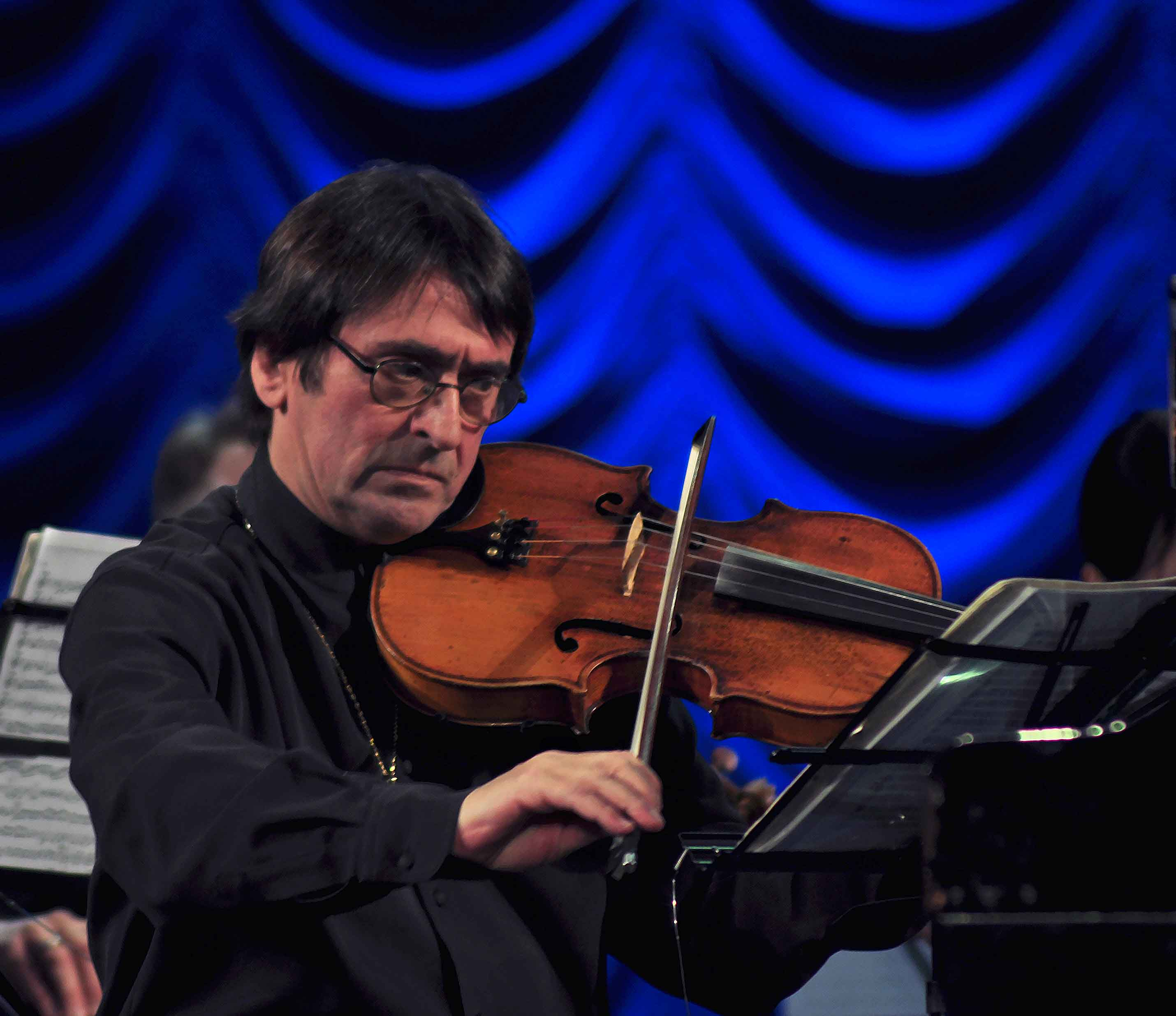
Basmet 2017-ben

1972-ben volt tanára, Boriszovszkij neki ajándékozta a milánói Paolo Testore által 1758-ban készített mestermélyhegedűjét, mind a mai napig azon játszik. Eleinte csak szólistaként lépett fel, majd 1985-ben, Szvjatoszlav Richter ösztönzésére kezdett el dirigálni. 1986-ban megalakította a Moszkvai Szólisták kamarazenekart, amely gyorsan ismertté vált otthon és külföldön egyaránt. A zenekar párizsi fellépése után a zenekari tagok úgy döntöttek, hogy Franciaországban maradnak (a zenekar Basmet nélkül hamar felbomlott, más együttesek tagjai lettek). Hazatérve Basmet 1992-ben, csupa fiatal zenészből újjáalakította a zenekart, amely ugyanolyan sikeres volt, mint az elődje. 2008-ban a zenekar Grammy-díjat nyert Stravinsky és Prokofjev műveinek hangfelvételéért.
Basmet 1978 óta tanít a Moszkvai Konzervatóriumban, 1996 óta professzorként, amikor létrehozta és vezette a konzervatórium brácsa kísérleti osztályát, ahol a hallgatók szélesebb képzést kapnak, tanulmányaik felölelik a kamara-, az opera- és a szimfonikus zene területét is. Zenepedagógiai tevékenysége a nagyközönség felé is kiterjed: szerzője és műsorvezetője az Az álom állomása című (ilyen címmel önéletrajzi könyvet is írt), díjnyertes televíziós műsornak. 1980 után mesterkurzusokat vezet Japánban, Európában, Amerikában és Hongkongban, nyári tanfolyamokat tart Sienában és Tours-ban.
2002-ben kinevezték az „Új Oroszország” Állami Szimfonikus Zenekar művészeti igazgatójának és vezető karmesterének, 2012-ben pedig megalapította 28 orosz város 79 fiatal zenészéből az Összorosz Ifjúsági Szimfonikus Zenekart. Karmesteri tevékenysége mellett szólistaként egyébként is gyakori fellépő, nem ritkán egyetlen koncerten. Szeret kamarazenélni is, különböző felállásokban játszik kamaraműveket brácsán, hegedűn. Számos hírneves zenésszel lépett fel, például Szvjatoszlav Richter, Msztyiszlav Rosztropovics, Isaac Stern, Gidon Kremer, Martha Argerich, Oleg Kagan, Natalja Gutman, Viktor Tretyjakov, Yehudi Menuhin, Charles Dutoit, Kurt Masur, Bernard Haitink, Jurij Tyemirkanov és Nikolaus Harnoncourt.
A klasszikus szerzők mellett szívesen játszik kortárs szerzőktől is. Több zeneszerző írt, dedikált számára műveket, ezek száma több mint ötven. Ilyenek például Alfred Schnittke, Szofija Gubajdulina, Alekszandr Csajkovszkij, Vytautas Barkauskas, Andrej Espaj, Poul Ruders, Andrej Golovin, Alekszandr Raskatov és Gia Kancseli művei. Többször járt Magyarországon. Egy Richterrel adott budapesti koncertje után Kroó György írta róla: „Bashmet tökéletes technikával és gyönyörű hangon muzsikál, salaktalan, nemes, éneklő, de szenvedélytől sem mentes tónusa, pazarul hajlékony vonóvezetése, a zenei anyagot nemcsak megmunkáló, hanem átható szellemisége a legszebb távlatokkal kecsegtet”.
Számos nemzetközi jelentőségű jótékonysági akcióban vett részt, megalapította a Nemzetközi Jótékonysági Alapot és a Dmitrij Sosztakovics Nemzetközi Díjat a nemzetközi művészet területén elért kiemelkedő eredményekért. Ezt a díjat megkapta többek között Gidon Kremer, Thomas Quasthoff, Viktor Tretyjakov, Benjamin Britten, Valerij Gergijev, Anne-Sophie Mutter, Olga Borogyina, Irina Antonova, Natalja Gutman, Jevgenyij Kiszin, Makszim Vengerov és Gyenyisz Macujev. Alapítója a moszkvai Nemzetközi Brácsaversenynek, valamint elnöke az Egyesült Királyságbeli Nemzetközi Lionel Tertis brácsaversenynek. 1998-tól művészeti vezetője a Szvjatoszlav Richter Zenei Fesztiválnak, 2006 óta Rosztyiszlav Krimer fehérorosz zongoristával együtt szervezi a minszki Nemzetközi Jurij Bashmet Fesztivált, és ő irányítja a szocsi Téli Nemzetközi Művészeti Fesztivált és a Jaroszlavli Nemzetközi Zenei Fesztivált is.
Bashmet tagja az Orosz Föderáció elnöke alá tartozó Kulturális és Művészeti Tanácsnak. Kritikák érték, miután 2014-ben aláírta a Vlagymir Putyint – a Krím Oroszországhoz csatolásában – támogató levelet. Emiatt a lvovi Liszenko Nemzeti Zeneakadémia visszavonta a korábban számára adományozott tiszteletbeli professzori címet. A döntést az akadémia tudóstanácsa – a helyi sajtó szerint – majdnem egyhangúlag hozta meg. 
Felesége Natalja Tyimofejevna Basmet hegedűművész, lánya Kszenyija zongoraművész, fia Alekszandr közgazdász. Testvérbátyja Jevgenyij, aki most is Lvovban él, utcai zenész.

## Díjai, elismerései
- 1975 – Második díj a Budapesti Nemzetközi Brácsaversenyen
- 1976 – Első díj a müncheni ARD Nemzetközi Zenei Versenyen
- 1983 – Az Orosz Föderáció érdemes művésze
- 1986 – A Szovjetunió Állami díja
- 1991 – A Szovjetunió népművésze
- 1993 – Az Orosz Föderáció Állami díja
- 1995 – Sonning-díj (Dánia)
- 1995 – Az Orosz Föderáció Állami díja
- 1999 – Gediminas Nagyfejedelmi Rend tisztje (Litvánia)
- 2000 – Az Orosz Föderáció Állami díja
- 2000 – Az Ordre des Arts et des Lettres tisztje (Franciaország)
- 2000 – Az Olasz Köztársaság Érdemrendjének parancsnoka
- 2002 – A hazáért érdemrend 3. fokozata
- 2003 – A Francia Köztársaság Becsületrendje
- 2004 – Ukrán Érdemrend 3. fokozata
- 2004 – A Moszkvai Állami Egyetem tiszteletbeli professzora
- 2005 – Rusze díszpolgára (Bulgária)
- 2008 – Orosz Becsületrend
- 2008 – Grammy-díj a Moszkvai Szólistákkal együtt Stravinsky és Prokofjev műveinek hangfelvételéért
- 2009 – A londoni Királyi Zeneakadémia tiszteletbeli tagja
- 2013 – Az Orosz Föderáció Állami díja
- 2013 – Örmény Becsületrend
- 2014 – Rosztov-na-Donu díszpolgára
- 2014 – Barátságért érdemrend (Oroszország)
- 2020 – A hazáért érdemrend 2. fokozata
- Franciszk Szkarina-rend (Fehéroroszország)

## Felvételei
Válogatás az AllMusic és a Discogs nyilvántartásából.

| Megjelenés | Tartalom                                                                                                   | Közreműködők                                                                              | Kiadó                 |
| ---------- | --- | ----------------------------------------------------------------------------------------- | --------------------- |
| 1978       | Schubert, Reger, Druzsinyin: Sonatas for Viola and Piano                                                   | Mihail Muntyan                                                                            | Melogyija             |
| 1981       | Mozart: Concerto No. 3 for Violin And Orchestra, Sinfonia Concertante for Violin, Viola and Orchestra      | English Chamber Orchestra, Vlagyimir Szpivakov                                            | Melogyija             |
| 1990       | Schubert: Sonata in A; Schumann: Märchenbilder, Adagio & Allegro; Bruch: Kol Nidrei; Enescu: Konzertstücke | Mihail Muntyan                                                                            | RCA                   |
| 1990       | Schnittke: Concertos for Viola & Cello                                                                     | Natalja Gutman, USSR Ministry of Culture Symphony Orchestra, Gennagyij Rozsgyesztvenszkij | Regis Records         |
| 1990       | Csajkovszkij: Serenade for Strings; Grieg: Holberg Suite                                                   | Moscow Soloists                                                                           | RCA Victor            |
| 1991       | Schnittke: Viola Concerto, Trio Sonata                                                                     | Msztyiszlav Rosztropovics, Moscow Soloists, London Symphony Orchestra                     | RCA                   |
| 1992       | Sosztakovics: Viola Sonata in C Op147; Glinka: Sonata for viola in Dm                                      | Mihail Muntyan                                                                            | RCA Victor            |
| 1992       | Hindemith: Viola sonata in F; Britten: Lachrymae; Sosztakovics: Viola Sonata                               | Szvjatoszlav Richter                                                                      | Mezhdunarodnaya Kniga |
| 1994       | Espaj: Concertos for Viola, Violin, Piano; Concerto Grosso                                                 | Eduard Grach, Vlagyimir Krajnyev                                                          | Russian Disc          |
| 1996       | Schnittke: Concerto for Three, String Trio, Minuet, Canon                                                  | Gidon Kremer, Msztyiszlav Rosztropovics                                                   | EMI                   |
| 1997       | Music for Viola & Piano (Britten, Sosztakovics, Hindemith)                                                 | Szvjatoszlav Richter                                                                      | Alto                  |
| 1998       | Bruch: Double Concerto; Walton: Viola Concerto                                                             | London Symphony Orchestra, Neeme Järvi, André Previn                                      | RCA                   |
| 1999       | Brahms: Viola Sonatas; Two Songs                                                                           | Mihail Muntyan, Larisza Gyadkova                                                          | RCA                   |
| 2002       | Mozart: Piano Concertos Nos. 20 & 25                                                                       | Martha Argerich, Szvjatoszlav Richter, Alekszander Rabinovics                             | Elatus                |
| 2004       | Brahms: Piano Quartet Op. 25; Schumann: Fantasiestücke Op. 88                                              | Martha Argerich, Gidon Kremer, Mischa Maisky                                              | Deutsche Grammophon   |
| 2005       | Sosztakovics, Szviridov, Vajnberg: Chamber Symphonies                                                      | Moscow Soloists                                                                           | Onyx                  |
| 2007       | Stravinsky: Apollo; Concerto for Strings; Prokofjev: 20 Visions fugitives                                  | Moscow Soloists                                                                           | Onyx                  |
| 2008       | Csajkovszkij: Serenade for Strings; Grieg: Holberg Suite; Mozart: Eine kleine Nachtmusik                   | Moscow Soloists                                                                           | Onyx                  |
| 2011       | Brahms: Symphony No. 3; Csajkovszkij: Symphony No. 6                                                       | Novaya Rossiya State Symphony Orchestra                                                   | ICA                   |
| 2012       | Igor Raykhelson: Viola Concerto; Violin Concerto                                                           | Nyikolaj Szacsenko, Novaya Rossiya State Symphony Orchestra, Alekszandr Szlatkovszkij     | Toccata               |
| 2014       | Schubert, Brahms: Sonatas for Viola and Piano                                                              | Mihail Muntyan                                                                            | Melogyija             |
| 2015       | Gia Kancseli: Mourned by the Wind                                                                          | Jansug Kahidze                                                                            | Melogyija             |
| 2016       | Schnittke: Viola Concerto; Cello Concerto No. 1                                                            | Natalja Gutman, USSR Ministry of Culture Symphony Orchestra, Gennagyij Rozsgyesztvenszkij | Alto                  |
| 2017       | Brahms: Quintet for Clarinet and String Quartet C Minor, Op. 115                                           | Moscow Solists                                                                            | Melogyija             |

## Fordítás
- Ez a szócikk részben vagy egészben  a   Yuri Bashmet című angol Wikipédia-szócikk ezen változatának fordításán alapul.  Az eredeti cikk szerkesztőit annak laptörténete sorolja fel. Ez a jelzés csupán a megfogalmazás eredetét és a szerzői jogokat jelzi, nem szolgál a cikkben szereplő információk forrásmegjelöléseként.
- Ez a szócikk részben vagy egészben  a(z)   Башмет, Юрий Абрамович című orosz Wikipédia-szócikk ezen változatának fordításán alapul.  Az eredeti cikk szerkesztőit annak laptörténete sorolja fel. Ez a jelzés csupán a megfogalmazás eredetét és a szerzői jogokat jelzi, nem szolgál a cikkben szereplő információk forrásmegjelöléseként.